# コクヨオフィスシステム
コクヨオフィスシステム株式会社は、かつて存在したコクヨ100％出資の子会社。本社は東京都千代田区霞が関にあった。
主な事業内容はオフィスのコンサル・スペースデザイン・構築・家具販売。アウトソーシングサービスも展開していた。
2010年7月1日、コクヨファニチャー株式会社に吸収合併され解散した。